# Philippe Bordas
Pour les articles homonymes, voir Bordas.
Philippe Bordas, né en 1961 à Sarcelles (France), est un photographe et écrivain français. Récompensé du Prix Nadar en 2004 pour son album L'Afrique à poings nus, éd. Le Seuil.

## Biographie
En janvier 2008, il publie Forcenés chez Fayard. Ancien chroniqueur de la rubrique cyclisme du quotidien sportif L'Équipe (1984-1989), il rend un vibrant hommage aux grands coureurs cyclistes du XXe siècle, non sans égratigner au passage le fonctionnement du cyclisme actuel. L'ouvrage contient un chapitre autobiographique nommé « Le Baron noir » (pages 164 à 168). C'est un surnom gagné autour de l'anneau cycliste de l'hippodrome de Longchamp qu'il a adopté jusqu'à en faire sa signature. Pour la critique du journal Libération, « Forcenés est le plus beau livre funèbre écrit sur le cyclisme. »
Il participa aussi à de nombreuses reprises comme chroniqueur au mensuel Top vélo. Ses chroniques faisaient découvrir des artisans, des produits ou faisaient partager le résultat des différents tests de matériels qui lui étaient confiés. Il avait aussi pour habitude de faire redécouvrir un cyclisme épique et révolu, au long de ses chroniques au style décalé et parfois grinçant.
Photographe depuis 1990, il parcourt l'Afrique pendant quinze ans en s'intéressant notamment à l'univers des boxeurs et des lutteurs.
MC Solaar se lie dès 1991 avec Philippe Bordas qui devient son photographe. Un ouvrage consacré à ces quinze années de la vie du chanteur, Solaar : Quinze ans de ma vie dans les banlieues du monde, est publié en septembre 2006. Le rappeur de Villeneuve-Saint-Georges légende les photos de Bordas.
Il a été pensionnaire de la Villa Médicis en 1996.
Il est couronné en 2004 du Prix Nadar pour son album L'Afrique à poings nus paru aux éditions Le Seuil.
Il est l'auteur en 2011 d'une exposition intitulée Les Chasseurs du Mali, qu'il présente à la Biennale de la Photographie de Bamako puis à l'Institut français du Gabon en février 2012.
En août 2014 les éditions Gallimard publient « son premier roman » Chant furieux, où « le romancier, tour à tour journaliste et photographe, évoque dans son livre sa rencontre avec le célèbre footballeur Zinédine Zidane » pour la critique du journal Le Figaro ; « roman dont Zinédine Zidane, qui ignore la pesanteur, est le centre de gravité » pour le magazine L'Obs.
Son deuxième roman Cœur-Volant paraît aux mêmes éditions, en janvier 2016.

## Sources
- Benoit Heimermann, « Héros majuscule » (interview de Philippe Bordas), dans L'Équipe magazine, no 1334, 2 février 2008, p. 76